# Sanna lögner
Sanna lögner (engelska: Where the Truth Lies) är en kanadensisk långfilm från 2005 i regi av Atom Egoyan, med Kevin Bacon, Colin Firth, Alison Lohman och David Hayman i rollerna.

## Handling
Vince Collins (Colin Firth) och Lanny Morris (Kevin Bacon) var ett av 50-talets hetaste komikerpar. De var unga, begåvade och rika. Att ha prostituerade kvinnor uppe på hotellrummen hörde till vardagen. Men en dag hittas en ung kvinna, Maureen O'Flarherty, död i deras hotellsvit. Trots att Vicne och Lanny frias från alla misstankar får de aldrig fart på sina karriärer. En ung journalist vid namn Karen försöker reda ut vad som hände den natten Maureen blev mördad. Detta drar henne in i en djup härva där hennes hjältar visar sig vara något helt annat...

## Rollista
| Kevin Bacon      | – Lanny           |
| Colin Firth      | – Vince           |
| Alison Lohman    | – Karen           |
| David Hayman     | – Reuben          |
| Rachel Blanchard | – Maureen         |
| Maury Chaykin    | – Sally Sanmarco  |
| Sonja Bennett    | – Bonnie          |
| Kristin Adams    | – Alice           |
| Deborah Grover   | – Mrs. O'Flaherty |
| Beau Starr       | – Jack Scaglia    |